# Stazione di Funabashi-Hōten
La stazione di Funabashi-Hōten (船橋法典駅?, Funabashi-Hōten-eki) è una stazione ferroviaria situata nella città di Funabashi, nella prefettura di Chiba in Giappone e servita dalla linea Musashino della JR East.

## Linee
East Japan Railway Company
■ Linea Musashino

## Struttura
La stazione è dotata di due binari affiancati da due marciapiedi laterali. Il piano del ferro si trova parzialmente all'interno di un tunnel.
| 1 | ■ Linea Musashino | per Shin-Matsudo, Minami-Urawa, Nishi-Kokubunji e Fuchū-Honmachi |
| 2 | ■ Linea Musashino | per Nishi-Funabashi, Kaihin-Makuhari e Tokyo                     |

## Stazioni adiacenti
| «               | Servizio        | »               |
| Linea Musashino | Linea Musashino | Linea Musashino |
| --------------- | --------------- | --------------- |
| Ichikawa-Ōno    | -               | Nishi-Funabashi |